# Гумма (префектура)
Гумма (яп. 群馬県 Гумма-кэн) — префектура, расположенная в регионе Канто на острове Хонсю, Япония. Площадь префектуры составляет 6362,33 км², население — 2 014 469 человек (1 июля 2014), плотность населения — 316,62 чел./км². Административный центр префектуры — город Маэбаси. Крупнейший город — Такасаки.

## Общие сведения
Гумма является одной из нескольких префектур Японии, которые не имеют выхода к морю. Север этой административной единицы покрыт горами, а юг занимает северо-западная часть равнины Канто, наибольшей равнины страны. Очертания границ префектуры напоминают журавля, который летит направо, из-за этого её иногда называют «журавлиной префектурой».
До середины XIX века Гумма была известна как провинция Кодзукэ. Она славилась выращиванием красивых лошадей. В средневековье, во времена длительных междоусобных войн, существовал огромный спрос на местных скакунов, а кавалерийские части провинции считались одними из наилучших в Японии. Благодаря тесной связи с коневодством этот регион получил название «Гумма», что в переводе означает «табун коней».

## Символы префектуры

### Эмблема префектуры
Эмблема префектуры Гумма — стилизованное изображение иероглифа «гун» (яп. 群, табун), первой составляющей названия префектуры. Она окружена по кругу тремя горами, которые олицетворяют «горную троицу Козукэ» — Акаги, Харуна и Мьёги. Этот символ был утверждён в 1926 году постановлением префектуры. Иногда эмблема префектуры называется «префектурным гербом».

### Флаг префектуры
Положение о флаге префектуры Гумма было утверждено в 1968 году. Согласно ему соотношение сторон флага составляет 2:3. В центре размещается эмблема, которая составляет 3/5 высоты полотнища. Цвет флага — фиолетовый, а эмблемы — белый. Первых характеризует элегантность и сохранение традиций, а второй — мир и покой. Эмблема олицетворяет «горную троицу Кодзукэ», изображённую в виде трёх полумесяцев, символов развития префектуры. В центре эмблемы расположен стилизированый иероглиф 群 (гун, табун), знак сплочённости жителей Гуммы.

### Дерево префектуры
Сосна Тунберга (Pinus thunbergii) — хвойное дерево, которое в Японии называют «чёрной сосной». Обычно достигает 30 метров в высоту и растёт в префектурах, которые имеют выход в море. Хотя Гумма является целиком горной префектурой, эти деревья растут также и на её территории в районе горы Агаки. С 1966 года «чёрная сосна» была утверждена деревом этой префектуры.

### Цветок префектуры
Цветок-символ префектуры Гумма — рододендрон японский, или японская азалия (Rhododendron molle subsp. japonicum), небольшой кустарник подрода азалий, который причислен к памятникам природы префектуры. Он растёт в горах Акаги и Харуна, на лугу Асама, пастбище Хотака. Рододендрон распускает красивые оранжевые цветки в середине мая — июне. В 1951 году, по предложению Всеяпонского туристического союза, он был утверждён цветком префектуры.

### Птица префектуры
Птицей-символом префектуры Гумма является медный фазан (Syrmaticus soemmerringii), японский эндемик. Он встречается в горах на территории всего японского архипелага. Характерной чертой самцов фазана является очень длинный хвост. Эту птицу выбрали символом префектуры в 1963 году.

### Рыба префектуры
Рыба айю (Plecoglossus altivelis) — ещё один символ Гуммы. Она водится только в чистых реках. Рыба имеет оливковую спину и серебристое брюхо. Айю питается водорослями, которые растут под камнями на речном дне. В Гумме её особенно много, что свидетельствует о хорошей экологии префектуры.

## География

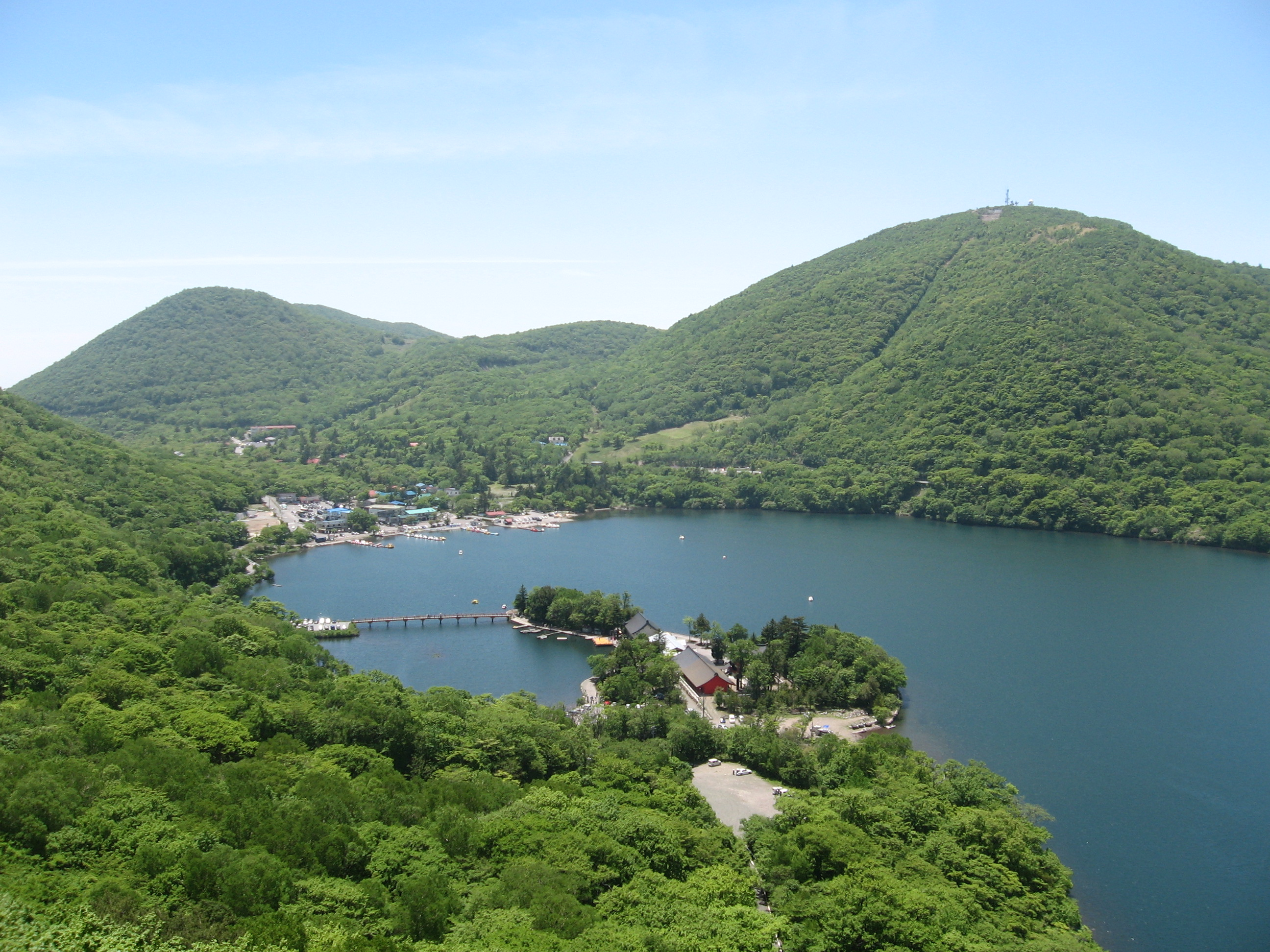
Синтоистское святилище Акаги на берегу озера Онума, которые находится на вершине горы Акаги.

Префектура Гумма расположена в восточной Японии, на северо-западе региона Канто. Она граничит на севере с префектурами Фукусима и Ниигата, на западе — с Нагано, на юге — с Сайтама, а на востоке — с Тотиги. Все границы Гумма сухопутные, поскольку префектура не имеет выхода к морю.
Площадь префектуры Гумма составляет 6362,33 км². По этой величине она занимает 28-е место в Японии среди других префектур.
Две трети площади Гумма занимают покрытые лесом горные хребты Этиго и Асио. Среди них самыми большими вершинами являются: действующий вулкан Асама (2 568 м) на востоке, Никко-Сиранэ (2 578 м) и Акаги (1827,6 м) на западе, Харуна (1 449 м) на севере, Мьёги (1103,8 м) и утёс Арафунэ (1422,5 м) на юго-востоке. Треть площади префектуры занимает равнина Канто, расположенная на юго-западе. Большинство горных ручьёв и рек стекают на эту равнину и сливаются в большую реку Тонэ, которая течёт на юг и впадает в Тихий океан. Только воды озера Нодзори и болотистой местности Одзэ текут на север и впадают в Японское море.
Гумма принадлежит к зоне субтропического влажного климата, который также называют прибрежным тихоокеанским. Из-за неровностей рельефа существует большая разница между климатом равнинных и горных районов. Она выражается в разнице температуры воздуха. Зимой в северных районах Гуммы она падает до −10 °C, а летом в южных районах достигает +40 °C.
Среднегодовая температура в равнине Канто составляет +13 °C, а в горной местности менее +10 °C. На западе префектуры, в высокогорных районах она равняется +7,1 °C.
Ежегодная величина осадков колеблется между 1600—1800 мм. Они преобладают на юге Гуммы, чаще летом, реже зимой. Особенностью префектуры являются т. н. летние и жаркие «сухие ветры», а также частый гром с молниями.

## История
Префектура Гумма была заселена со времён палеолита. Доказательством этого служит стоянка Ивадзюку, открытие которой в 1949 году засвидетельствовало существование в Японии до-неолитической культуры. Потомки палеолитической популяции стали творцами восточноазиатской уникальной культуры Дзёмон, а впоследствии основателями страны Ке на территории современной префектуры. В 1-й половине VI века она была завоёвана молодым японским государством Ямато и поделена на провинции Кодзукэ — «Верхнее Ке» и Симосцукэ — «Нижнее Ке». Считается, что с приходом яматосцев на территории современной префектуры расширилась культура курганов.
В VII—IX веках провинция Кодзукэ, предшественник современной Гумма, была форпостом Ямато в Северной Японии, в землях автохтонов эмиси. Правительство этой провинции размещалось в современном городе Маэбаси, на одном из семи древних путей Тосандо. Святилище Нукисаки считалось главной местной святыней. Ради ассимиляции коренного населения и установления лучшей связи культурным центром, центральное правительство переселяло в провинции западных японцев и корейцев.
В X—XII веках Кодзукэ стал одним из центров формирования самурайства. Владения этих кланов располагались в равнине Канто, пригодной для коневодства. В конце XII века местная знать помогла установить на востоке Японии первое самурайское правительство — Камакурский сёгунат, а через 100 лет была ведущей силой в его свержении.
В первой половине XIV века Кодзукэ перешёл под контроль сёгунского рода Асикага, а вскоре был передан его вассалу, семье Уэсуги. В 1438 году последний вступил в конфликт со своим сюзереном, что повлекло за собой политический кризис в Восточной Японии и привело к децентрализации власти. Целый регион Канто погрузился в междоусобные войны, которые продолжались до конца XVI века. В это время Кодзукэ играла роль околофронтовой провинции, своеродной границы между силами наисильнейших соседей — кланов Го-Ходзё, Нагао и Такэда.
В 1590 году регион Канто перешёл во владение Токугавы Иеясу. В 1603 году он основал новый сёгунат, который правил страной до 1867 года. Резиденция сёгунов располагалась в городе Эдо, современном Токио, а провинция Кодзукэ, расположенная на северо-западе от неё, выполняла роль заслона этого города. Сама провинция была поделена между прямыми вассалами сёгуна на малые владения ханы.
В 1783 году на западе Японии произошло извержение вулкана Асама, от которого пострадали западные районы Кодзукэ. Выбросы лавы были настолько мощные, что их красный фонтан виднелся аж в далёком Эдо. Это было второе извержение вулкана Асама после 1108 года и оно считается одним из самых больших в Японии.
В 1868 году в Японии произошла реставрация прямого императорского правления. В результате проведения административной реформы 28 октября 1871 года на основе провинции Кодзукэ была создана префектура Гумма с центром в городе Такасаки. В 1872 году префектурный центр переместился в Маэбаси, в 1876 году — повторно в Такасаки, а в 1881 году — снова в Маэбаси.
Новопостроенная Гумма занимала важное место в экономике Японской империи. Бывшая провинция Кодзукэ была традиционным производителем шёлка в Японии, который в XVIII—XIX веках поставляли в Эдо, поэтому новое правительство построило на территории префектуры шёлковые мануфактуры для изготовления шёлка для продажи за границу.. В начале XX века в Гумме была основана компания Накадзима, крупнейшая авиастроительная компания Японии в |1917 — 1950 годах, а также многочисленные военные заводы в наиболее крупных городах префектуры.
Во время Второй мировой войны Гумма служила местом эвакуации населения с предприятий Токио и Ёкогомы. Несмотря на отдалённость от побережья самолёты авиации США в 1945 году совершили бомбардировку префектурных городов Такасаки, Маэбаси, Исэсаки и Оты. По окончании войны Гумма провела демилитаризацию промышленности и взяла курс на развитие электротоваров и машиностроения. В конце XX века она была связана скоростными железными дорогами и синкансэном с регионами Канто, Тюбу и Тохоку.
12 августа 1985 года в этой префектуре произошла авиакатастрофа — вторая по количеству жертв катастрофа за всю историю авиации и крупнейшая катастрофа одного самолёта.

## Административно-территориальное деление
В префектуре Гумма расположено 12 городов и 7 уездов (15 посёлков и 8 сёл).

### Города
Список городов префектуры:
- Аннака;
- Исэсаки;
- Кирю;
- Маэбаси;
- Мидори;
- Нумата;
- Ота;
- Сибукава;
- Такасаки;
- Татебаяси;
- Томиока;
- Фудзиока.

### Уезды
Посёлки и сёла по уездам:
- Китагумма;
  - Йосиока;
  - Синто;
- Тано;
  - Канна;
  - Уэно;
- Канра;
  - Канра;
  - Наммоку;
  - Симонита;
- Агацума;
  - Кусацу;
  - Наганохара;
  - Наканодзё;
  - Такаяма;
  - Хигасиагацума;
  - Цумагои;
- Тоне;
  - Каваба;
  - Катасина;
  - Минаками;
  - Сёва;
- Сава;
  - Тамамура;
- Ора;
  - Итакура;
  - Мейва;
  - Оидзуми;
  - Ора;
  - Тиёда.